# Genollera

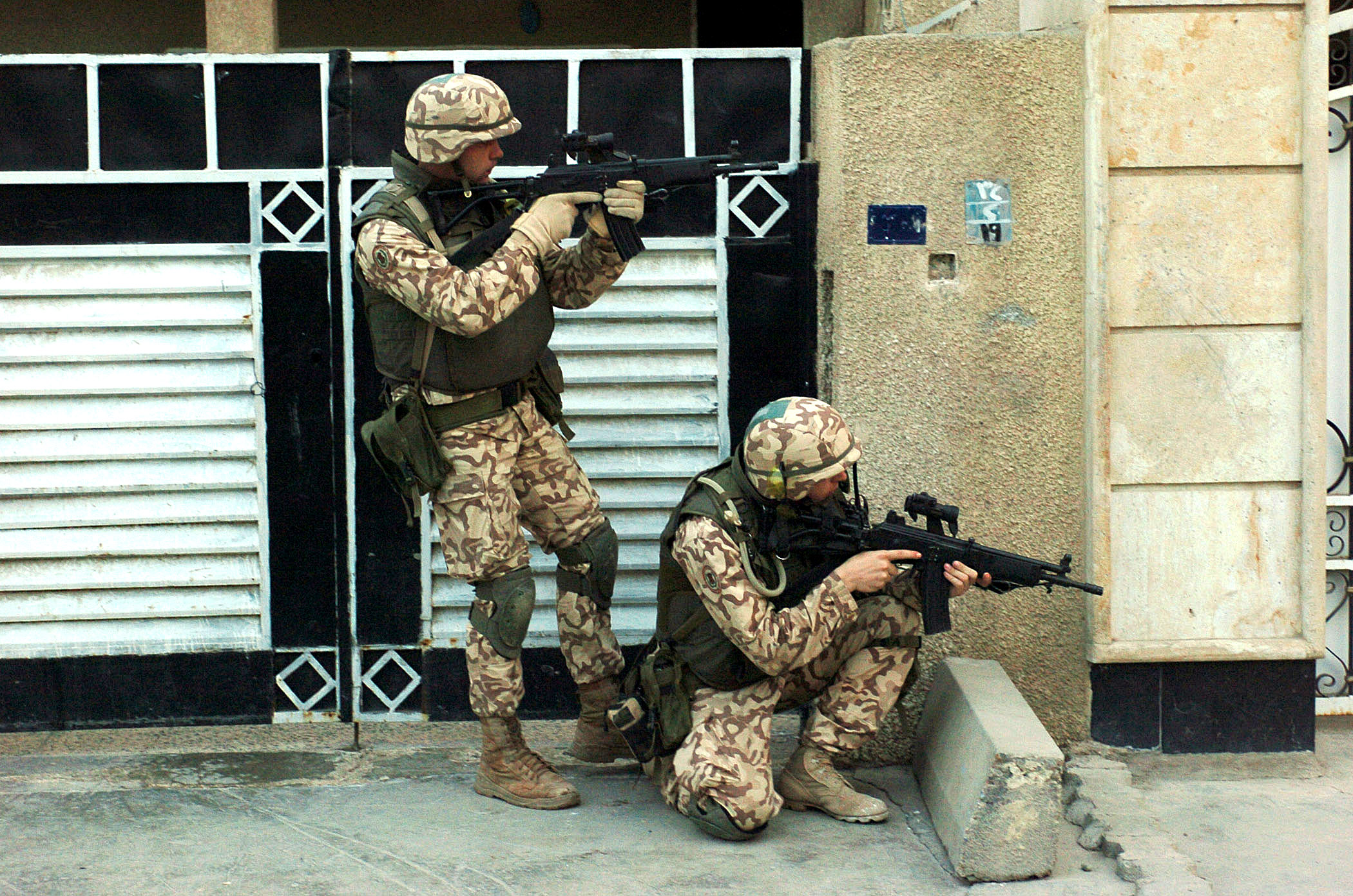
Soldats utilitzant genolleres

Les  genolleres  són roba de protecció usades en les genolls per a protegir-los contra ferides durant, per exemple, una caiguda o un cop. Les genolleres són usades per ciclistes, patinadors, jugadors de voleibol, etc.
Les genolleres suaus també són usades en els pantalons de futbol americà.